# 코펜하겐 해전
코펜하겐 해전(영어: The Battle of Copenhagen, 덴마크어: Slaget på Reden)는 1801년 4월 2일에 덴마크의 코펜하겐 정박지에서 영국 함대와 덴마크 함대에 의해 벌어진 해전이다. 무장 중립 동맹에 참가한 덴마크의 견제도 포함되어 있었다. 프랑스 첫 번째 집정 나폴레옹의 압력을 받아 덴마크가 영국에 도전하여 싸운 전투로 영국의 대승으로 끝났다.

## 개요
하이드 파커 제독의 총괄 지휘 아래 부장 허레이쇼 넬슨이 이끄는 함대가 코펜하겐 정박지에 돌입하여 닻을 정박중인 덴마크-노르웨이 함대를 공격했다. 정박지의 함대는 육상 포대에 의해 보호를 받고 있었으며, 전투 해역이 좁았기 때문에 치열한 포격전이 이어졌다.
파커 제독이 “전투 중지” 명령을 내렸지만, 넬슨은 그것을 무시하고 전투를 계속했다. 외눈의 넬슨은 보이지 않는 오른쪽 눈을 망원경을 뒀기 때문에 “정말 (전투 중지 신호 따위) 보이지 않았어”라고 웃었던 일화가 유명하다. 이것은 “전투 중지도 불가피”했던 파커의 신호를 넬슨이 “그럴 필요 없다”고 무시함으로써 전달하지 않았다는 것이다. 그러나 영국 함정들 중에는 파커의 기함 신호에 따라서 전투를 중지하여, 좌초된 것도 있었다.
이 해전의 패배 이후 덴마크의 해상 제국은 사양화되어 점점 몰락했다. 이 공로로 넬슨은 자작에 서임되었다.

## 같이 보기
- 무장 중립 동맹
- 프랑스 혁명 전쟁